# لعب
اللعب  هو نشاط حر غير مفروض، أي يقوم به الفرد من تلقاء نفسه حرًا مختارًا بحيث يمكنه التوقف عنه بإرادته، وهو نشاط لا يهدف إلى غاية أو نتيجة وهو أيضًا نشاط موجه أو غير موجه تستغل فيه طاقة الجسم الحركية والذهنية ويمتاز بالسرعة والخفة والفرق بين اللعب والجد يكون في موقف الفرد وليس في نوع النشاط فمثلا تسلق الجبال قد يكون لعبًا وتسليةً أو قد يكون عمًلا يأخذ الشخص عنه مقابل يخضع للنظم وقوانين مشتقة من نفس طبيعة هذه النشاطات ولا يمكن التنبؤ بنتائج اللعب وذلك طبقًا لمهارة اللاعب وخبراته.
اللعب هو نشاط فردي غاية في الأهميّة، وتكمن تلك الأهميّة في أنّ للّعب دور رئيسي في تكوين شخصيّة الإنسان من جهة، ودعم وتأكيد التراث الجماعيّ من جهةٍ أخرى. اللعب هو إحدى الظاهرات السلوكيّة التي تسود عالم الكائنات الحيّة بشكل عام (وخاصةً الإنسان وهذه الظاهرة السلوكيّة لم تنل ما تستحقّه من الدراسات الجادّة والبحوث المعمّقة في الدراسات السلوكيّة والنفسيّة على الرغم من أهمّيتها العالية في تكوين وصقل الشخصيّة الإنسانيّة، ووردت العديد من التعريفات المختلفة للعب، لكن كان يربط فيما بينها العديد من السمات المشتركة التي تتركز على النشاط والدافع له، ومنها:

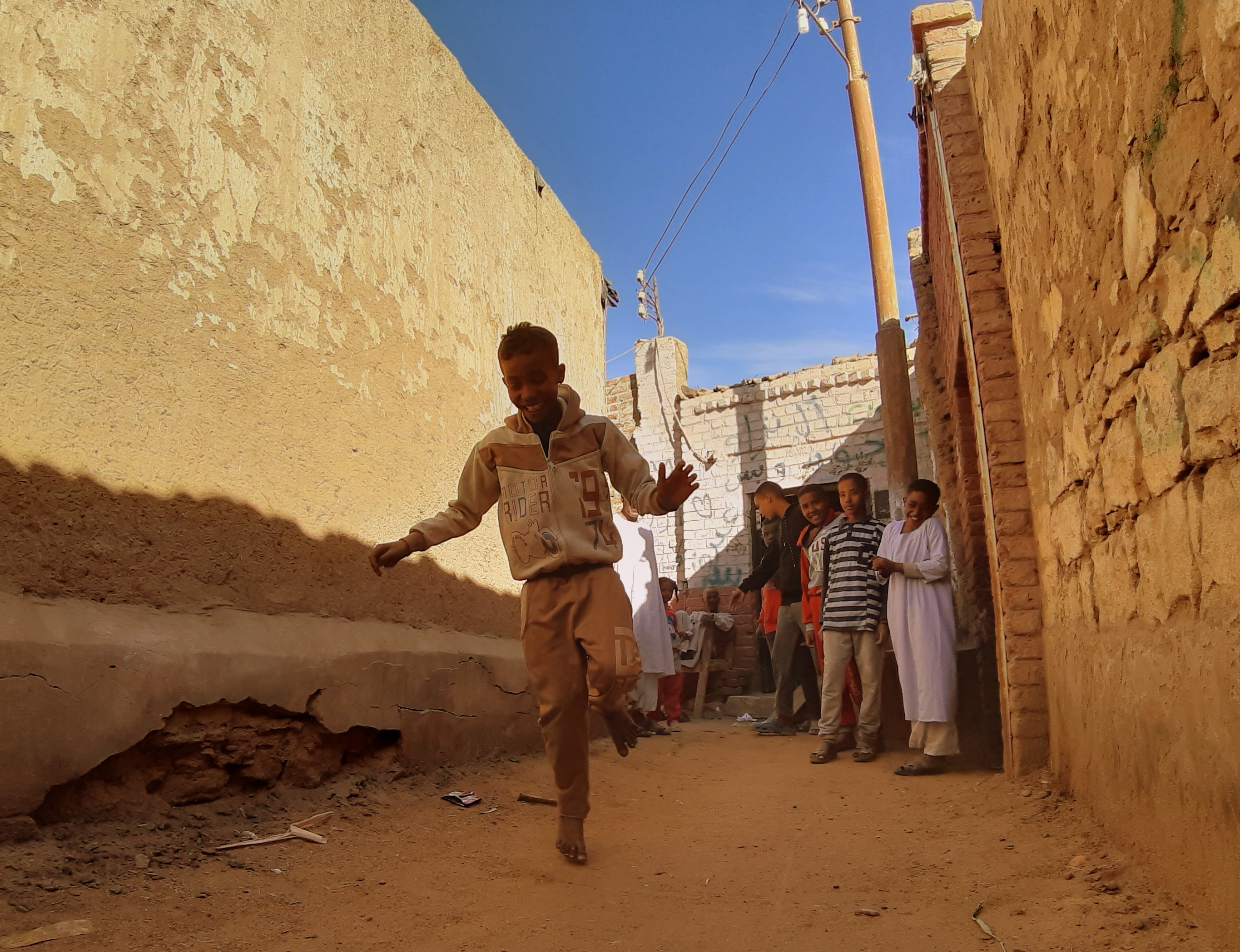
طفل يلعب الحجلة بقرية بأسوان بمصر

عرّف (Good) (وهو مؤلف قاموس التربية) اللعب على أنّه عبارة عن نشاطٍ موجّه أو غير موجّه يقوم الأطفال به في سبيل تحقيق التسلية والمتعة، وعادةً ما يستغلّ الكبار هذا الأمر لتنمية شخصيّاتهم وسلوكهم بجميع أبعادها الجسميّة، والعقليّة، والوجدانيّة. عرف شابلن اللعب في قاموس علم النفس، مستكملاً التعريف السابق، فقد ذكر أنّ اللعب هو: نشاطٌ يمارسه الناس أفراداً وجماعات، بهدف الاستمتاع دون أيّ دافعٍ آخر. وجاء في كتاب (رياض الأطفال) للكاتبين (عدس ومصلح)، حيث عرّفا اللعب على أنّه استغلال الطاقة الحركيّة للجسم في جلب المتعة النفسيّة، ولا يتمّ اللعب دون وجود طاقةٍ ذهنيّة أيضاً. أمّا كاترين تايلور فقد عرفت اللعب على أنّه أنفاس الحياة بالنسبة للطفل، فاللعب حياته وليست مجرّد طريقة لتمضية الوقت وإشغال الذات، حيث أنّ اللعب بالنسبة للطفل كالتربية والاستكشاف والتعبير الذاتي والترويح والعمل بالنسبة للكبار. عرّف بياجه اللعب على أنّه عمليّة تمثُّل Assimilation، حيث يعمل اللعب على تحويل المعلومات الواردة لتلائم حاجات الفرد، حيث إنّ اللعب والتقليد والمحاكاة جزءٌ لا يتجزّأ من عمليّة الذكاء العقليّ والنماء. ذكر الكاتب الفرنسي كيلوا سمات اللعب في كتاب (الألعاب والناس)، ومنها أنّ اللعب مستقلٌ بحيث يجري ضمن حدود مكانيّة وزمانيّةً متفق عليهما، وأيضًا ذكر أنّ اللعب غير أكيد، أي لا يمكن التنبؤ بخط سيره وتقدّمه ونتائجه، والحريّة والحيلة والدهاء الممارسة في اللعب تترك لخبرة اللاعبين ومهاراتهم. علم نفس اللعب يرى فيجوتسكي أنّ الطفل الصغير بحاجةٍ إلى إشباع رغباته وحاجاته بصورةٍ فوريّة يصعب تأجيلها لفترةٍ طويلة، ومع تقدّمه في العمر واقترابه من سن ما قبل دخوله للمدرسة، فإنّ الكثير من الرغبات تظهر بشكلٍ تلقائيّ لديه، بحيث يقوم بالتعبير عنها من خلال اللعب، حيث أنّ اللعب في هذه المرحلة العمريّة يأتي بهدف تحقيق وهمي وتخيلي لرغباته التي لا يمكنه تحقيقها، وفي هذه المرحلة تظهر المخيلة وهي تشكيل جديد في وعيه ولا توجد في وعي الطفل الصغير جداً، فالخيال هو عبارة عن نموذجٍ إنسانيّ خاص للنشاط الواعي، حيث إنّ اللعب التخيلي يعتبر هو اللعب بحدّ ذاته، وليس نمطاً من أنماط اللعب، وفي هذه الحالة يبدع الطفل في الكثير من مواقفه التي يستمدها من ذخيرته التخيليّة والفكريّة. أهمية اللعب للطفل يرى فيجوتسكي أهميّة للعب في نمو الطفل، حيث يوصل الطفل إلى أعلى مراحل النموّ الفكري قبيل ذهابه إلى المدرسة، بحيث إنّ اللعب ينمّي الميول النمائيّة كافة ويسهم في تحقيق ما يلي: التفكير الذاتي المجرّد: يعتبر اللعب هو التمهيد الذي لا بدّ منه لتنمية الأفكار المجردّة في الطفل. ضبط الذات: ويكمن هذا الأمر في التزام الطفل بقواعد وأنظمة اللعب لتوفير المتعة القصوى له، وهذا الأمر يعلّم الطفل بشكلٍ غير مباشر السيطرة على رغباته وضبطها. اللعب نشاطٌ رائد وليس مجرّد نشاط سائد: حيث إنّه من خلال اللعب يتجاوز الطفل عمره الواقعي، لهذا فإنّ اللعب يعتبر أفضل مجالٍ نمائي وحيوي للطفل.